# Herbignac
Herbignac é uma comuna francesa na região administrativa do País do Loire, no departamento de Loire-Atlantique. Estende-se por uma área de 71.43 km². Em 2010 a comuna tinha 7 055 habitantes (densidade: 98,8 hab./km²).